# فرانسيسكو بيريز سانشيز
فرانسيسكو بيريز سانشيز (بالإسبانية: Fran Pérez)‏ ولد بتاريخ 22 يوليو 1978 في مرسية، هو دراج إسباني سابق.

## روابط خارجية
- فرانسيسكو بيريز سانشيز على موقع الاتحاد الدولي للدراجات (الإنجليزية)
- فرانسيسكو بيريز سانشيز على موقع أرشيف الدراجات (الإنجليزية)
- فرانسيسكو بيريز سانشيز على موقع إحصائيات الدراجات الإحترافية (الإنجليزية)
- فرانسيسكو بيريز سانشيز على موقع CycleBase (الإنجليزية)